# عبد الله الشامي (لاعب كرة قدم)
عبد الله الشامي (من مواليد 2 مارس 1994) هو لاعب كرة قدم سوري محترف يلعب حاليًا مع النصر في الدوري الكويتي الممتاز.

## السيرة الذاتية
في 28 يوليو 2016 تعاقد الشامي مع البحرين البحريني الصاعد حديثا إلى الدوري البحريني الممتاز لمدة موسم واحد.
في 17 أغسطس 2016 قرر الشامي فسخ العقد مع البحرين بسبب وفاة والدته واضطراره للعودة إلى سوريا.
في 4 سبتمبر 2017 انتقل الشامي الي النادي الأهلي المصري لمدة 3 سنوات في صفقة انتقال حر، ولكن تم فسخ العقد بعد فترة قصيرة، وانتقل اللاعب إلى المصري البورسعيدي في يناير 2018.

## روابط خارجية
- عبد الله الشامي على موقع قاعدة بيانات كرة القدم.إي يو (الإنجليزية)